# Bardon Mill
Bardon Mill è un paese della contea del Northumberland, in Inghilterra.